# Jurassic 5
A Jurassic 5 amerikai alternatív hip-hop együttes. 1993-ban alakultak Los Angelesben. 2007-ben feloszlottak, de 2013 óta újból aktívak. 
Power in Numbers című albumuk bekerült az 1001 lemez, amelyet hallanod kell, mielőtt meghalsz című könyvbe.

## Tagjai
- Akil
- Zaakir
- Marc 7
- DJ Nu-Mark
- Chali 2na
- Cut Chemist

## Diszkográfia
- Jurassic 5 EP (1997)
- Jurassic 5 (1998)
- Quality Control (2000)
- Power in Numbers (2002)
- Feedback (2006)